# がっくんチョ
『がっくんチョ』は、かわくぼ香織による日本の漫画作品。

## 概要
『月刊少年マガジン』増刊『マガジンGREAT』（現在はマガジンイーノ）（講談社）にて連載中。2010年3月現在、単行本は2巻まで刊行されている。
キモかわいい系のよくわからない精霊“がっくん”と向山の奇妙な女子寮共同生活が描かれる。